# Прюмцурлай
Прюмцурлай (нем. Prümzurlay) — община в Германии, в земле Рейнланд-Пфальц. 
Входит в состав района Айфель-Битбург-Прюм. Подчиняется управлению Иррель.  Население составляет 541 человек (на 31 декабря 2010 года). Занимает площадь 3,83 км².

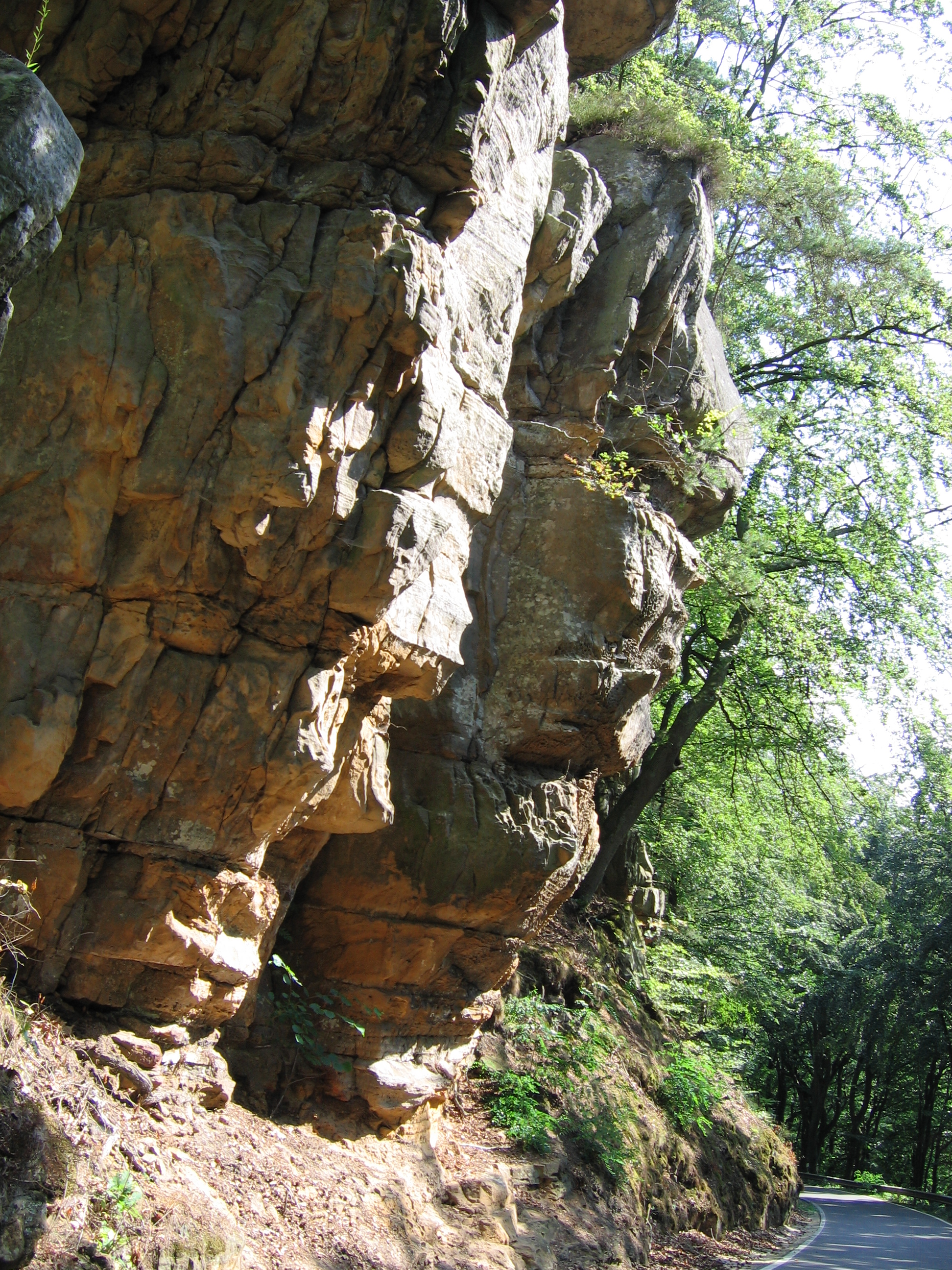
Прюмцурлай

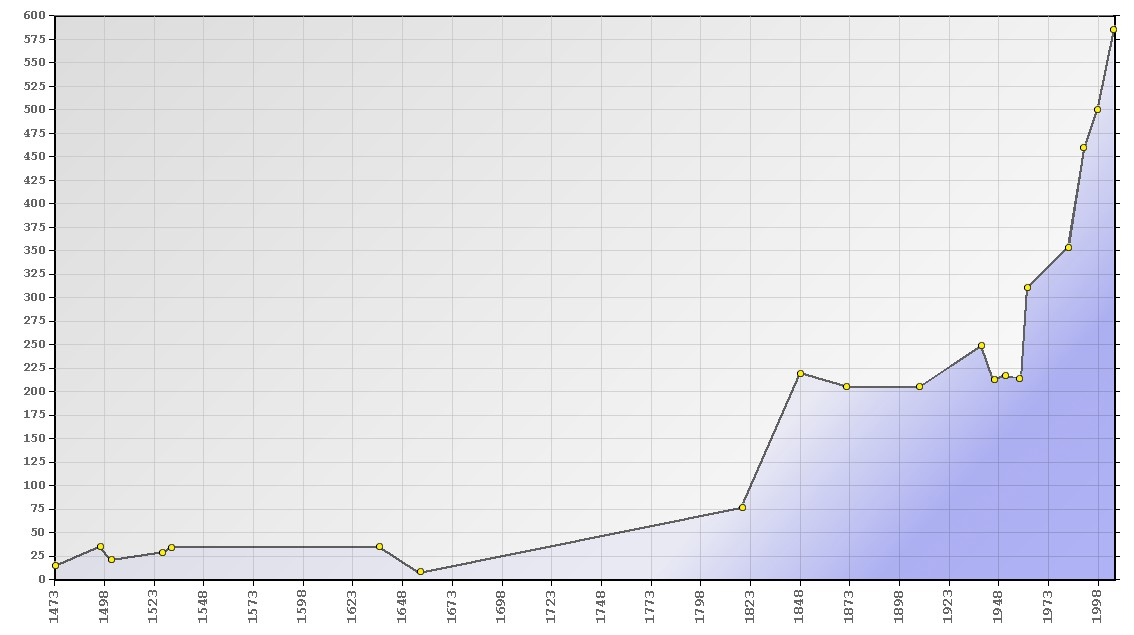
Прюмцурлай